# Guy Sibille
Pour les articles homonymes, voir Sibille.
Guy Sibille, né le 25 août 1948 à Marseille, est un ancien coureur cycliste professionnel français.

## Biographie
Champion de France, sociétaire de l'ACBB, membre de l'équipe de France amateurs, il ne sut pas s'adapter à l'échelon professionnel et possède donc un palmarès en deçà des prétentions du début. 
Après la fin de sa carrière, Sibille crée sa société de vêtements cyclistes, puis devient gérant de chambres d'hôtes dans le Var à partir de 2003.

## Palmarès

### Palmarès amateur
- 1971
  - Tour de l'Yonne :
    - Classement général
    - 1re étape

  - Flèche Auxerroise
  - 2e de Paris-Auxerre
  - 3e du Grand Prix de l'Équipe et du CV 19e
- 1972
  - 2e de Paris-Troyes
  - 2e du championnat de France des sociétés

### Palmarès professionnel
- 1972
  - 11e étape du Trophée Peugeot de l'Avenir
  - 1re étape de l'Étoile des Espoirs
- 1973
  - 3e du Grand Prix de Plouay
  - 3e du Tour du Nord
- 1974
  - 3e étape de l'Étoile de Bessèges
  - Grand Prix d'Aix-en-Provence
- 1975
  - 2eb étape du Tour de Corse
  - 2e du Tour de Corse
  - 3e de Milan-San Remo
- 1976
  -  Champion de France sur route
  - 7ea étape de Paris-Nice
  - 5e des Quatre Jours de Dunkerque
- 1978
  - 1re étape du Tour de l'Oise
- 1980
  - 2e de Nice-Alassio
  - 3e du Tour du Haut-Var
  - 9e du Tour des Flandres

## Résultats sur les grands tours

### Tour de France
5 participations
- 1974 : 71e
- 1975 : abandon (22e étape)
- 1976 : 47e
- 1977 : 40e
- 1978 : abandon (17e étape)

### Tour d'Italie
1 participation 
- 1979 : 79e

### Tour d'Espagne
1 participation
- 1974 : 38e